# گیبسونتون (فلوریدا)
گیبسونتون (به انگلیسی: Gibsonton) یک منطقهٔ مسکونی در ایالات متحده آمریکا است که در شهرستان هیلزبرو، فلوریدا واقع شده‌است.
گیبسونتون ۴۰٫۰ کیلومتر مربع مساحت و ۱۴٬۲۳۴ نفر جمعیت دارد و ۲ متر بالاتر از سطح دریا واقع شده‌است.